# Округ Шебојган (Мичиген)
Округ Шебојган (енгл. Cheboygan County) је округ у америчкој савезној држави Мичиген.

## Демографија
По попису из 2010. године број становника је 26.152, што је 296 (-1,1%) становника мање него 2000. године.
| Група             | 2000.          | 2010.          |
| Белци             | 24.947 (94,3%) | 24.324 (93,0%) |
| Афроамериканци    | 65 (0,2%)      | 133 (0,5%)     |
| Азијати           | 52 (0,2%)      | 74 (0,3%)      |
| Хиспаноамериканци | 202 (0,8%)     | 211 (0,8%)     |
| Укупно            | 26.448         | 26.152         |